# مران عالي

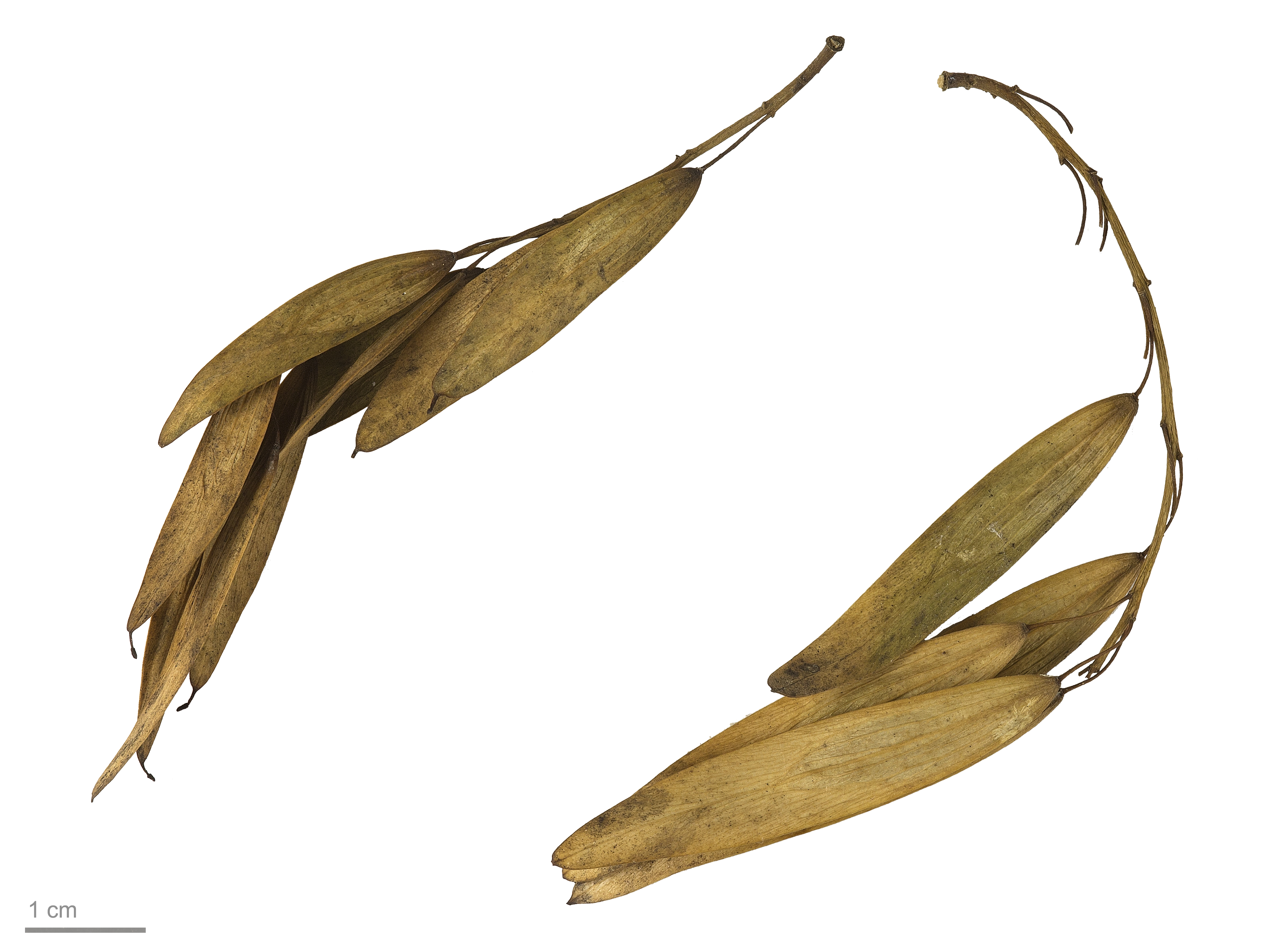
Fraxinus excelsior

المران السانح أو لسان العصفور، المران أو المُران العالي أو المران الباسق أو شجرة الرماد أو دردار النشارة أو دردار (باللاتينية: Fraxinus excelsior) هي شجرة غاب كبيرة من نوع نباتي ينتمي إلى جنس المُران من الفصيلة الزيتونية.

## مكان وجودها
تنمو هذه النبتة في معظم مناطق أوروبا باستثناء جنوب تركيا وجنوب إسبانيا.

## وقت التزهير
تزهر هذه النبتة سنويا من منتصف فصل الربيع حتى نهايته، ولا تزهر في باقي الفصول.

## استخداماتها وفوائدها الطبية

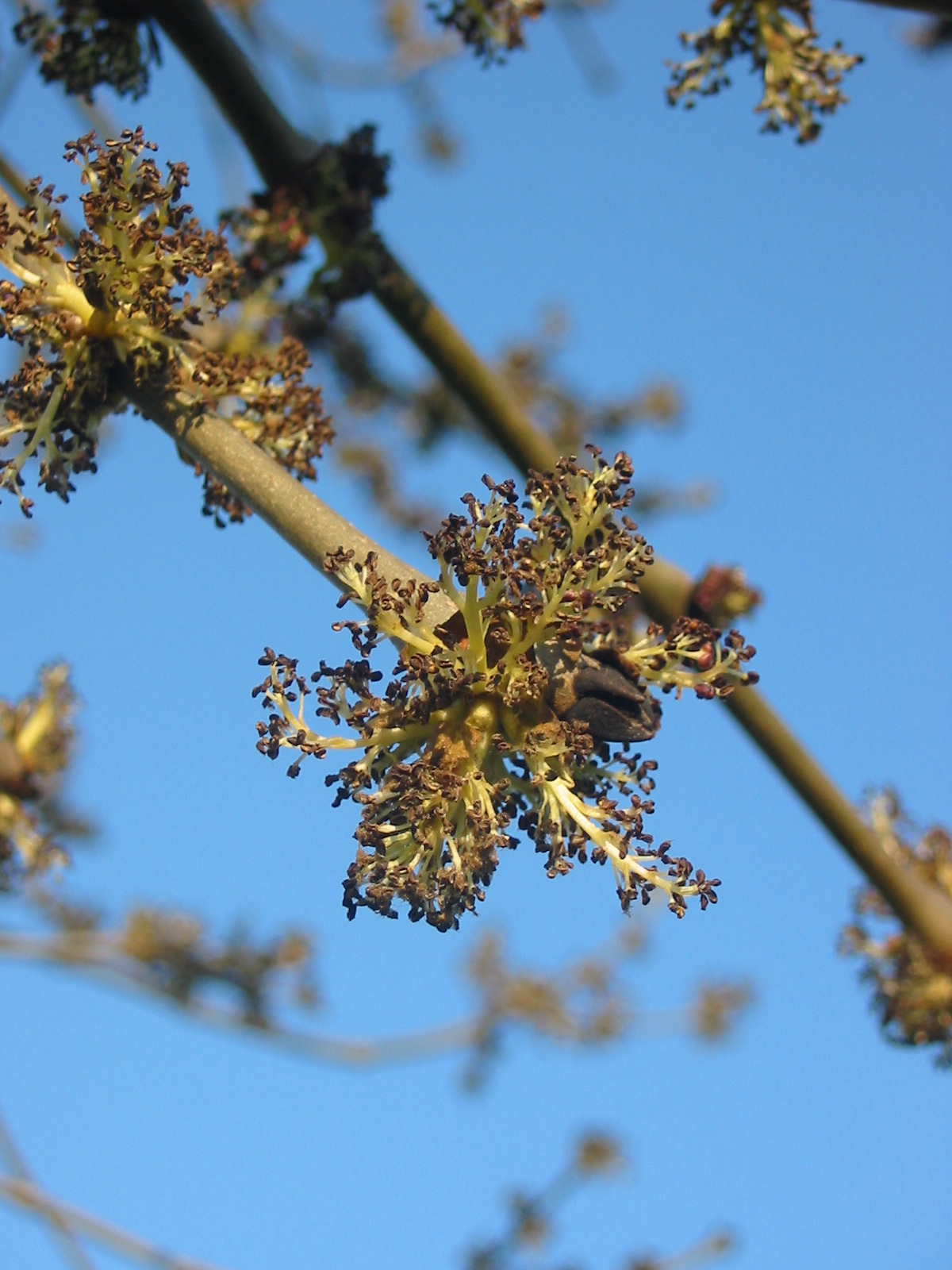
الأزهار المذكرة للمُران العالي

تستعمل أوراق ورؤوس النبتة داخليا وخارجيا بطرق عديدة.
- هي أفضل نبتة في الشفاء من لسعة أفعى سامة أو لسعة أي حيوان آخر سام.، باستعمال أطراف الأوراق.
- شرب كمية قليلة من قطر مائها كل صباح يساعد في الشفاء من مرض الاستسقاء، والبدانة.
- يشفي بعض أمراض أو إصابات الجلد مثل المجذوم، أو الجرب، أو الحروق بغسل رأس المصاب برماد قشرة الخشب.
- نوى النبتة الذي في القشرة الخالرجية يشفي آلام الجنب، ويذهب الأرياح، والحصى، ويدر البول.

لا تنفع بعض هذه الفوائد في فصل الشتاء لأنه لا أوراق لها خلال الشتاء، ولكن يمكن استعمال قشرة الجذع، ويمكن الاحتفاظ بالنوى طوال العام.

## الاستعمالات الحديثة
- تساعد بإسهال الشخص عند الحاجة، فالنبتة عندها صفات المسهل.
- يدر البول.
- تساعد أثناء المرض بالحمى المتقطعة.
- يمكن اشفاء مرض المفاصل والنقرس باستخدام نقوع الأوراق المجففة.[10]